# عمر بن حفص المهلبي
عمر بن حفص المهلبي قائد كبير من كبار القادة في الدولة العباسية الذين خاضوا معارك في السند والمغرب العربي في عهد أبي جعفر المنصور وأيضاً أحد ولاة العباسيين المعروفين الاشداء في السند والمغرب العربي وأحد شجعان العرب المعروفين من بيت آل المهلب المعروف بشجاعة وقيادة والكرم وابن أخيه يزيد بن حاتم المهلبي عمر بن رجل قائد في حرب وكذلك رجل تطور وعمران فهو مؤسس مدينة طنبة والعباسية بالمغرب العربي.

## نسبه
أبو جعفر عمر بن حفص بن عثمان بن قبيصة بن المهلب بن أبي صفرة (ظالم) بن سراق بن صحيح بن كندة بن عمرو بن وائل بن الحارب بن العتك بن الأسد بن عمران بن عمرو (مزبقياء) بن عأمر (ماء السماء) بن حارثة بن امرئ القيس بن ثعلبة بن مازن بن الأزد بن الغوف بن نبت بن مالك بن زيد بن كهلان بن سبأ بن يشجب بن يعرب بن قحطان الأزدي القحطاني.

## لقبه
بهزارمد، يعني ألف رجل بالفارسية وذلك لشجاعته.

## هزيمته لعيينة بن موسى التميمي
وذلك ان عيينة بن موسى بن كعب التميمي خلع الخليفة أبو جعفر المنصور فبلغ ذلك ابوجعفر المنصور فوجه اليه عمر بن حفص المهلبي بجيش كبير وجعل أيضا له ولاية السند والهند وعند اقتربه من المنصورة عاصمة السند حدثت معركة بينه وبين عيينة بن موسى انتهت بانتصار عمر بن حفص وهروب عيينة.

## الهروب إلى المنصورة
هرب عيينة بن موسى إلى المنصورة فتحصن فيها فحاول عمر بن حفص حصارها إلا أن عيينة كان قد أعدّ تدابير دفاعية قويه عند المدينة، عندها اضطر عمر بن حفص ان ينسحب إلى مدينة الدبيل، ثم إن حاشية عيينة وقوته الدفاعية ملوا الانتظار فصاروا ينسحبون إلى عمر بن حفص حتى صار معظمهم في جانبه عند إذ لم يكن خيرا لعيينة بن موسى التميمي الا الاستسلام لعمر بن حفص وفعلا استسلم وقتل عيينة فيما بعد ونشر عمر بن حفص الأمان في السند حتى عزل.

## إنجازاته
ولايته على المغرب العربي
(سنة 151هــ )بعد مقتل الاغلب بن عقال التميمي ارسل أبو جعفر المنصور عمر بن حفص والي على المغرب العربي وكان المغرب العربي يعج بالفوضى بعد رحيل القائد المظفر محمد بن الاشعث الخزاعي وفي الحال توجه عمر بن حفص إلى عاصمة المغرب القيروان حيث باشر عمله هناك.
إلى المغرب الاقصى:
ان عمر بن حفص خرج على راس جيشا قويا توجه اولا إلى في طريقها إلى المغرب الأوسط ولم يقابله أحد ثم واصل سيره حتى بلغ المغرب الاقصى وعندها رغب عمر بن حفص في ان تكون هناك مدينة عامرة فأسس هناك مدينة اسمه العباسية الا ان أبو حاتم الخارجي هدمها بعد مقتل عمر بن حفص كما ذكر ذلك البلاذري (( فدخل إفريقية وغزا منها حتى بلغ أقصى بلاد البربر، وابتنى هناك مدينة سماها العباسية.
ثم إن أبا حاتم السدراتى الإباضي من أهل سدراتة، وهو مولى لكندة، قاتله.
فاستشهد وجماعة من أهل بيته، وانتقض الثغر وهدمت تلك المدينة التي ابتناه ))
تأسيس مدينة طنبة
مدينة تقع في اقليم الزاب وحين صار عمر بن حفص  والي المغرب العربي رحل من القيروان إلى الزاب حيث قام بيأسيس مدينة طنبة واقبل يسكنها القبائل العربية واسكن معهم البربر ومدينة طنبة مازالت عامرة إلى يومنا هذا قال البكري واليوم اسمه باتنه:
((الذي بناها أبو جعفر عمر بن حفص المهلبي المعروف بهزار مرد يسكنها العرب و العجم بينهم اختلاف و حرب وسكين حولهما بنو قزاح ))
قال محمد بن يوسف ((مدينة طبنة بناه عمر بن حفص و يشق سكك المدينة جداول الماء ))

## مشكلة الخوارج
حصار طنبة:
بعد انتهاء ولاية محمد بن الاشعث الخزاعي ومقتل الاغلب بن عقال التميمي طمع الخوارج بالغرب الغربي فظهر منهم رجل اسمه ابوحاتم الكندي ومعه الخارجي ابوقر المغيلي وعبدالرحمن بن رستم انتهز هولاء فرصة انشغال والي المغرب عمر بن حفص بتأسيس مدينة طنبة فحصار بها عمر بن حفص حصار شديد عند استطاع عمر بن حفص تفريقهم بالمال في مراسلات سرية بينه وبينهم عند إذ فكوا عنه الحصار فخرج عمر بن حفص من طنبة مسرعا وترك بها قوة عسكرية قوية.
هزيمة عبد الرحمن بن رستم:
ثم ان عمر بن حفص ارسل جيشا إلى عبد الرحمن بن رستم فلتقوا في تهوذة بالمغرب الأوسط انتهى الامر بهزيمته وفرر عبد الرحمن بن رستم إلى تاهرت.
هزيمة ابوقرة المغيلي:
بلغ ابوقرة المغيلي خروج عمر بن حفص فصار إلى طنبة يريد احتلالها فخرج اليه من بها من العسكر فهزموه شر هزيمة فسحب مذموم مدخورا مخذولا وقتلوا الكثير من عسكره.

## مقتل عمر بن حفص
كان أبو حاتم الخارجي قد ضرب حصار قويا على القيروان وكان اهلها يقتلون الخوارج حتى اخر النهار فصار عمر بن حفص لنقذها فنزل الهريش فبلغ ذلك ابوحاتم الخارجي فصار اليه في الهريش فصار عمر بن حفص إلى تونس فصار ابوحاتم إلى تونس فتركها عمر بن حفص وتوجه إلى القيروان واستطاع دخولها ومعه كل مايحتاجونه من ارزاق وطعام ودواب فجاء وراءها ابوحاتم الخارجي وضرب حصار قويا عليها وصار عمر بن حفص يقاتل الخوارج حتى اخر النهار كل يوم حتى اقترب نفاذ حميه مالديه من مؤن واستمر يقاتلهم حتى قتل عمر بن حفص اثناء الحصار.

## ثأر عمر بن حفص
اما ثأر عمر بن حفص فقد سير أبو جعفر المنصور جيشا قويا بقيادة يزيد بن حاتم المهلبي استطاع هذا هزيمة الخوارج وقتل قائدها ابوحاتم الخارجي نشر الامان في ربوع المغرب العربي.